# Glauco Della Porta
Glauco Della Porta (Napoli, 7 agosto 1920 – Roma, 6 maggio 1976) è stato un economista e politico italiano, sindaco democristiano di Roma dal 1962 al 1964.

## Biografia

### Il primo Sindaco di centro-sinistra della Capitale
Glauco Della Porta, libero docente di economia politica all'Università di Messina e dirigente dell'Ufficio studi del Banco di Roma, fu scelto dalla Democrazia Cristiana per ricoprire la carica di Sindaco di Roma in vista di una possibile maggioranza di centro-sinistra, al di fuori dai tradizionali ambienti capitolini che, nel recente passato, avevano stretto più volte accordi politici con i partiti di destra. Il candidato, infatti, si presentava per la prima volta alle elezioni amministrative del 10 giugno 1962 e, pur essendo eletto consigliere comunale, risultò soltanto al 4º posto nella graduatoria delle preferenze del suo partito.
Della Porta fu eletto sindaco dal Consiglio comunale, il 17 luglio 1962, con il voto favorevole di soli 40 consiglieri su 80, e si pose alla guida di una Giunta formata da DC, PSI, PSDI e PRI. Il PSI mancava dalla “stanza dei bottoni” del Comune di Roma dall'11 dicembre 1946, quando all'amministrazione non elettiva guidata dall'azionista Filippo Doria Pamphili era succeduta una giunta centrista minoritaria con a capo Salvatore Rebecchini. In realtà, l'uomo forte dell'amministrazione Della Porta era Amerigo Petrucci: questi, infatti, aveva ottenuto il maggior numero di preferenze nella lista democristiana, e in seno alla giunta figurava nell'ordine protocollare al secondo posto dopo il sindaco in quanto assessore anziano (ossia l'assessore che aveva ottenuto il maggior numero di voti dal consiglio comunale). A Petrucci, inoltre, era stata attribuita la delega all'Urbanistica e all'edilizia privata e riaffidata quella relativa al Piano regolatore, in quel momento strategica giacché la procedura per l'adozione del nuovo strumento urbanistico della Capitale era in dirittura d'arrivo.

### L'adozione del Piano Regolatore del 1962
Il compito principale della Giunta Della Porta fu quello di definire l'annosa questione del nuovo Piano Regolatore Generale della città di Roma. Il 24 giugno 1959, infatti, l'amministrazione Cioccetti aveva adottato un nuovo piano regolatore in sostituzione di quello del 1931, e - come da norma di legge - lo aveva inviato per la sua approvazione al Ministero dei lavori pubblici. Nel 1961, il Consiglio Superiore dei Lavori Pubblici aveva però restituito il piano al Comune con richiesta di sostanziali modifiche. Tali modifiche erano state affidate a una commissione, coordinata dal sub-commissario all'urbanistica Alberto Bianchi e dal direttore della XV Ripartizione avv. Giuseppe Furitano, composta dagli architetti Fiorentino, Lugli, Passarelli, Piccinato e Valori. Dal giugno 1961, la guida del Comune di Roma era stata assunta da una gestione commissariale, fase all'insegna della straordinarietà che si sarebbe dovuta esaurire proprio con l'adozione del nuovo piano. E tuttavia, nel giugno 1962, il Commissario straordinario Francesco Diana si rifiutò di adottare la versione emendata del piano regolatore (il cosiddetto "progetto di piano"), non essendo corredata dalla prescritta relazione finanziaria. Ciò aveva comportato il ricorso a una procedura straordinaria da parte del Ministro dei Lavori Pubblici Fiorentino Sullo, che a mezzo di un decreto-legge adottò il "progetto di piano" fissando al 18 dicembre 1962 il termine ultimo per l'adozione del piano regolatore da parte della nuova amministrazione comunale.
L'amministrazione Della Porta ritenne necessario apportare entro quei termini ulteriori trasformazioni al progetto di piano, in modo da poterlo adottare come atto politico preciso e responsabile della nuova Giunta. Tale fu il compito che si assunse l'assessore Petrucci, avvalendosi della collaborazione del direttore amministrativo dell'Ufficio Piano regolatore, l'avv. Giuseppe Furitano (per la redazione delle norme tecniche) e del vice direttore tecnico Pietro Samperi (per il progetto urbanistico complessivo). Il nuovo piano, così redatto, presentava non poche novità, fra cui un incremento dell'edificabilità, soprattutto nella zona tra l'EUR e il mare, e l'inserimento di alcune zone industriali lungo la direttrice Pontina. Il 18 dicembre 1962, il Consiglio comunale di Roma, adottò finalmente il nuovo piano regolatore generale, con il voto favorevole dei quaranta consiglieri di maggioranza e di un consigliere monarchico.

### L'adozione del p.e.e.p. e le dimissioni di Della Porta
Sul fronte dei lavori pubblici, il sindaco della Porta inaugurò il Ponte delle Valli sul fiume Aniene e proseguì nei lavori di costruzione dei sottopassaggi di Corso d'Italia e dei Lungotevere; furono appaltati i lavori per il tratto Termini- Anagnina della linea A della metropolitana, i quali iniziarono il 12 marzo 1964.
Nel frattempo, il Parlamento aveva approvato la Legge 18 aprile 1962, n. 167, concernente i piani di edificazione dell'edilizia economica e popolare. In attuazione di tale normativa, gli uffici comunali redassero il “Piano delle zone per l'edilizia economica e popolare-P.e.e.p.”, che fu adottato dal Consiglio comunale il 26 febbraio 1964. Il Piano destinava ad edificazione un gran numero di comprensori periferici per oltre 700 000 stanze/abitanti (poi ridotti a 450 000). Il piano regolatore del 1962 e il p.e.e.p. del 1964 costituirono gli strumenti urbanistici per l'espansione di edilizia legale della Capitale per tutto il trentennio successivo.
Raggiunti in poco più di un anno e mezzo i più importanti obiettivi che l'amministrazione si era data, e soprattutto in ossequio a un accordo politico all'interno della Democrazia Cristiana che prevedeva la staffetta con l'assessore e vero capo del partito a Roma Amerigo Petrucci, Glauco Della Porta annunciò le sue dimissioni. Il 13 marzo successivo, il Consiglio comunale elesse sindaco Petrucci.
Fino alla sua scomparsa a soli 56 anni a seguito di un aneurisma, esercitò le funzioni di direttore centrale del Banco di Roma.

## Opere
- Glauco Della Porta, Su di un modello integrativo della teoria classica e di quella keynesiana, Roma, Bancaria, 1953.
- Glauco Della Porta, Economia della impresa di pubblico servizio, Roma, A.B.E.T.E., 1953.
- Glauco Della Porta, La municipalizzazione in alcuni grandi paesi (la municipalizzazione in Gran Bretagna e negli Stati Uniti, brevi cenni sulla municipalizzazione in Francia), Roma, A.B.E.T.E., 1954.
- Glauco Della Porta, Sviluppo economico e sociale e fattori culturali nell'esperienza della commissione economica di studi per la rinascita della Sardegna, Milano, Vita e pensiero, 1959.
- Glauco Della Porta, Problemi e prospettive di coesistenza fra Oriente e Occidente, Padova, Cedam, 1961.
- Glauco Della Porta, Lo sviluppo economico: le teorie, le politiche, i problemi, Roma, Lo Scaffale, 1961.
- Glauco Della Porta, Appunti sulla teoria, politica e tecnica dello sviluppo economico: anno accademico 1961-62, Roma, Realtà editrice, 1962.
- Glauco Della Porta, Mario Besusso, Angelo Mariotti, Industria, servizi e scuola, Bari, Laterza, 1962.
- Glauco Della Porta, Sviluppo economico regionale: teoria e politica, Rocca San Casciano, Cappelli, 1963.